# Den 5. bølge
Den 5. bølge (originaltitel: The 5th Wave) er en amerikansk sci-fi-thriller fra 2016. Filmen er instrueret af J Blakeson, produceret af blandt andre Tobey Maguire, og har Chloë Grace Moretz, Nick Robinson, Alex Roe, Maika Monroe, Liev Schreiber og Maria Bello i hovedrollerne.
Den 5. bølge er baseret på bogen af samme navn af Nick Yancey.

## Rolleliste
- Chloë Grace Moretz som Cassie Sullivan
- Nick Robinson som Ben Parish
- Alex Roe som Evan Walker
- Maika Monroe som Ringer
- Liev Schreiber som Colonel Vosch
- Maria Bello som Sergeant Reznik
- Zackary Arthur som Sammy Sullivan
- Tony Revolori som Dumbo
- Ron Livingston som Oliver Sullivan
- Maggie Siff som Lisa Sullivan
- Talitha Bateman som Teacup
- Nadji Jeter som Poundcake
- Terry Serpico som Hutchfield